# Kapudan paša
Kapudan paša (osmansko turško قپودان پاشا‎, kapudan paša, sodobno turško kaptan paşa), znan tudi kot kapudan-ı derya (osmansko turško  قپودان دریا, sodobno turško   kaptan-ı derya, kapitan morja), je bil vrhovni komandant vojnega ladjevje Osmanskega cesarstva. Pozimi je bil njegov sedež običajno v Galati ali na Galipoliju, v drugem delu leta pa je bil običajno na plovbi. Naziv kapudan paša je bil dokazano v rabi šele po letu 1567. Pred tem  sta se za komandanta ladjevja  uporabljala  naziva  derya bey (beg morja) and re'is kapudan (glavni kapitan).
Naziv derya bey  je bil kot uraden naziv v državni hierarhiji prvič podeljen med vladanjem Bajazida I. (vladal 1489-1403). Po osvojitvi Konstantinopla leta 1453 je Mehmed II. (vladal  1444-1446 in 451-1481) povišal  Baltaoğlu Sulejman bega za njegove zasluge v boju z Bizantinci v Zlatem rogu  povišal na položaj sandžak bega. Baltaoğlu je dobil v upravljanje sandžak Gelibolu (Galipoli), kjer je bila glavna baza osmanskega vojnega ladjevja, Galato, ki je bila pred osvojitvijo genovska kolonija, in Izmit, ki je davke namesto z denarjem  plačeval z lesom za gradnjo ladij.
Po velikih uspehih komandanta ladjevja  Hajredina Barbarose so položaj kapudan paše leta 1535 dvignili na raven beglerbega in vezirja in k njegovemu ozemlju dodali ejaleta Arhipelag in Alžirija. Njegovi nasledniki so njegove posesti obdržali, njihov rang pa se je za več stoletij znižal na rang vezirja z dvema konjskima repoma.
Uradna rezidenca kapudan paše je bil Divanlhane v cesarskem arzenalu v Zlatem rogu, vendar je bil zaradi upravljanja ejaleta Arhipelag in obiskov drugih ejaletov pogosto odsoten.  Njegov položaj je bil eden od najmočnejših in najprestižnejših v Osmanskem cesarstvu. Evlija Čelebi je poročal, da je imel letne dohodke 885.000 srebrnih akč. Dodatni dohodki, ki so v 18. in 19. stoletju dosegali 300.000 kuruşev, so pritekali od najemnin za obdelovalno zemljo na številnih egejskih otokih (iltizam).
Položaj je dosegel višek v 16. stoletju, ko je osmansko ladjevje pod poveljstvom več zaporednih uspešnih kapudanov doseglo absolutno prevlado na Sredozemskem morju.  Položaj kapudan paše, na katerega so bili teoretično lahko  imenovani samo aktualni admirali (kapudan-i hümayn), vodje cesarskega arzenala (tersane kethüdasi) ali v skrajnem primeru sandžakbegi Rodosa,  so na prelomu 17. stoletja postopoma začeli zasedati dvorni izbranci in/ali osebe s pomanjkljivimi izkušnjami v vojskovanju na kopnem in na morju in osmansko ladjevje je začelo propadati.
Ejaletu Arhipelag se je med tanzimatskimi reformami leta 1848 znižal položaj in ga podelil valiju Rodosa. Kapudan paše so obdržali svoj položaj, vendar so postali  samo vojaški uslužbenci.
Do 13. marca 1867, ko so položaj ukinili,  je imelo Osmansko cesarstvo 161 kapudanov. Namesto kapudana so uvedli položaj ministra  pomorstva (bahriye nazırı), katerega so 1877 zamenjali s komandantom ladjevja. 